# Riverdale (1.ª temporada)
A primeira temporada de Riverdale foi anunciada pela The CW em 13 de maio de 2016. Roberto Aguirre-Sacasa é o showrunner e produtor executivo. A primeira temporada estreou em 26 de janeiro de 2017.

## Elenco e personagens

### Principal
- KJ Apa como Archibald "Archie" Andrews
- Lili Reinhart como Elizabeth "Betty" Cooper
- Camila Mendes como Veronica Lodge
- Cole Sprouse como Forsythe "Jughead" Jones III
- Marisol Nichols como Hermione Lodge
- Madelaine Petsch como Cheryl Blossom
- Ashleigh Murray como Josephine "Josie" McCoy
- Mädchen Amick como Alice Cooper
- Luke Perry como Frederick "Fred" Andrews

### Recorrente
- Casey Cott como Kevin Keller
- Skeet Ulrich como Forsythe "F.P." Jones II
- Martin Cummins como Tom Keller
- Robin Givens como Sierra McCoy
- Nathalie Boltt como Penelope Blossom
- Lochlyn Munro como Hal Cooper
- Colin Lawrence como Floyd Clayton
- Peter James Bryant como Waldo Weatherbee
- Sarah Habel como Geraldine Grundy
- Ross Butler como Reginald "Reggie" Mantle
- Jordan Calloway como Chuck Clayton
- Rob Raco como Joaquin DeSantos
- Asha Bromfield como Melody Valentine
- Cody Kearsley como Marmaduke "Moose" Mason
- Hayley Law como Valerie Brown
- Shannon Purser como Ethel Muggs
- Trevor Stines como Jason Blossom
- Olivia Ryan Stern como Tina Patel
- Caitlin Mitchell-Markovitch como Ginger Lopez
- Major Curda como Dilton Doiley
- Tiera Skovbye como Polly Cooper
- Barclay Hope como Clifford Blossom
- Barbara Wallace como Roseanne "Rose" Blossom
- Alvin Sanders como Pop Tate
- Tom McBeath como Smithers
- Molly Ringwald como Mary Andrews

### Convidado
- Adain Bradley como Trev Brown
- Raúl Castillo como Oscar Castillo
- Scott McNeil como Tall Boy

## Episódios
| N.º na série | N.º na temp. | Título | Dirigido por       | Escrito por                           | Exibição original       | Cód. de produção | Audiência (milhões) |
| --- | ------------ | --- | ------------------ | ------------------------------------- | ----------------------- | ---------------- | ------------------- |
| 1 | 1            | "Chapter One: The River's Edge" "(Capítulo Um: A Beira do Rio)" (BR)                                       | Lee Toland Krieger | Roberto Aguirre-Sacasa                | 26 de janeiro de 2017   | T15.10136        | 1.38                |
| Durante um verão agitado, que inclui a morte trágica do atleta Jason Blossom no dia 4 de julho, Archie Andrews descobre sua paixão pela música. Logo, ele começa seu segundo ano do ensino médio, e expressa seu amor pela música para Betty Cooper, sua vizinha, uma doce menina que guarda seu próprio segredo—seus sentimentos por Archie. Enquanto isso, Veronica Lodge, a linda filha de um milionário que está enfrentando acusações de desvio de dinheiro, chega na cidade, instantaneamente conseguindo o interesse de Archie. Apesar do fato de que um triângulo amoroso está se desenvolvendo, Betty e Veronica se tornam amigas rapidamente, se unindo quando Veronica se coloca contra a capitã condescendente do esquadrão das líderes de torcida, Cheryl Blossom, que pode estar escondendo um segredo sobre a morte de seu irmão. O ex-melhor amigo de Archie, Jughead Jones, começa a escrever um romance contando os acontecimentos do verão, incluindo o que aconteceu entre ele e Archie. Kevin Keller e Moose Mason tropeçam no corpo de Jason ao irem para o lago. |              | |                    |                                       |                         |                  |                     |
| 2 | 2            | "Chapter Two: A Touch of Evil" "(Capítulo Dois: Um Toque de Maldade)" (BR)                                 | Lee Toland Krieger | Roberto Aguirre-Sacasa                | 2 de fevereiro de 2017  | T13.20302        | 1.15                |
| O beijo entre Veronica e Archie causa tensão em seu relacionamento com as duas garotas, enquanto a Sra. Grundy insiste para ele não revelar que os dois ouviram o tiro que pode ter matado Jason, pois isso iria expor o caso secreto deles. Kevin, perturbado pela descoberta do corpo de Jason, se recusa a reconhecer os afetos de Moose por ele. Jughead, depois de flagrar acidentalmente Archie e Grundy de mãos dadas, deduz o segredo dos dois e confronta Archie por se recusar a ir falar com o xerife. Archie pede um conselho para seu pai e decide revelar seu segredo. Cheryl começa uma amizade com Betty, que logo termina quando fica claro que ela culpa a irmã de Betty, Polly, pela morte de Jason. Em uma reunião em honra de seu irmão, Cheryl foge depois de imaginá-lo no campo; no vestiário, onde Veronica a seguiu para confortá-la, Cheryl admite para ela que Jason iria "voltar". Contra os desejos de sua mãe, Betty reconcilia sua amizade com Archie e Veronica, enquanto Archie também se reconcilia com Jughead. No dia seguinte, durante a aula de ciências, Cheryl é presa devido às provas que foram extraídas na autópsia de Jason, que revelaram que, na verdade, ele foi assassinado uma semana depois do dia 4 de julho. |              | |                    |                                       |                         |                  |                     |
| 3 | 3            | "Chapter Three: Body Double" "(Capítulo Três: Corpo Duplo)" (BR)                                           | Lee Toland Krieger | Yolonda E. Lawrence                   | 9 de fevereiro de 2017  | T13.20303        | 1.20                |
| Cheryl é questionada pelo xerife sobre sua participação na morte de Jason, mas é resgatada por seus pais. Betty, chateada com a forma que sua mãe está atacando a família Blossom na imprensa, reinicia o jornal da escola, o Azul e Ouro, e manda Jughead entrevistar os Escoteiros da Aventura, que encontraram Cheryl no Rio Sweet Water logo depois que Jason morreu. Veronica fica horrorizada ao saber que seu novo namorado, Chuck Clayton, a chamou de vadia e a envergonhou para o resto da escola. Quando ele se recusa a parar, ela, Betty e Cheryl encontram evidências ligando ele e seus amigos, incluindo Jason, a momentos em que envergonharam outras garotas. Jughead descobre com um dos Escoteiros que o tiro ouvido no dia 4 de julho foi disparado pelo Chefe dos Escoteiro da tropa, Dilton Doiley, durante um exercício de treinamento. Betty e Veronica drogam e torturam Chuck até ele se desculpar, e Jughead pressiona Dilton para contar tudo o que viu no dia 4 de julho. O pai de Archie constrói um estúdio para ele praticar. Chuck é expulso do time de futebol, e Betty e Cheryl queimam as evidências depois de concordarem em se ajudar para descobrirem a verdade sobre Jason e Polly. Dilton revela que viu o carro da Sra. Grundy no rio, e Jughead percebe que o segredo de Archie está em risco. |              | |                    |                                       |                         |                  |                     |
| 4 | 4            | "Chapter Four: The Last Picture Show" "(Capítulo Quatro: A Revelação da Última Foto)" (BR)                 | Mark Piznarski     | Michael Grassi                        | 16 de fevereiro de 2017 | T13.20304        | 1.14                |
| Jughead se desespera ao saber da notícia de que o drive-in local onde ele trabalha vai fechar, comparando Riverdale com Salem. No restaurante, Betty vê Archie e seu pai jantando com a Sra. Grundy, então, ela o confronta sobre o relacionamento dos dois. Sob o disfarce de uma entrevista, Betty questiona a Sra. Grundy sobre sua vida, enquanto Veronica exige respostas de sua mãe; Hermione insiste em dizer que nada suspeito aconteceu. Betty e Veronica se encontram com Archie e o informam de que não há nenhum vestígio de que Geraldine Grundy tenha existido, tirando uma mulher que morreu sete anos antes. Elas arrombam seu carro e encontram uma arma e um RG com o nome "Jennifer Gibson". Grundy revela que ela estava em um relacionamento abusivo, e só queria fugir. Na última noite do drive-in, Veronica vê sua mãe se encontrando com o mesmo homem de antes. Alice expõe o caso de Archie e ameaça processar Grundy, mas concorda em não fazer isso se caso ela for embora da cidade. O xerife Keller descobre que todas as suas provas referentes ao assassinato de Jason foram roubadas. Jughead vandaliza a cabine do projetista/antiga casa temporária em plena vista do líder das Serpentes, que também é seu pai. |              | |                    |                                       |                         |                  |                     |
| 5 | 5            | "Chapter Five: Heart of Darkness" "(Capítulo Cinco: Coração da Escuridão)" (BR)                            | Jesse Warn         | Ross Maxwell                          | 23 de fevereiro de 2017 | T13.20305        | 0.98                |
| Os pais de Cheryl se recusam a permitir que ela fale no memorial do enterro de Jason, mas ela resolve falar de qualquer jeito, com o vestido branco que usou na última vez que ela o viu, e cai em lágrimas durante seu discurso. O treinador Clayton coloca Archie e Reggie um contra o outro para disputarem a vaga do capitão do time. Archie é apresentado para um grande compositor, que acaba não concordando em ensiná-lo. Trev diz para Betty que Jason havia ficado muito mais misterioso nas semanas antes de sua morte, e boatos de que ele estava vendendo drogas foram criados. Jughead sugere vasculhar a mansão da família Blossom para procurar pistas, durante o qual ele e Betty encontram a avó de Jason, que confunde Betty com Polly e diz para ela não deixar Penelope saber que ela e Jason estavam noivos. Enquanto limpa o restaurante, Hermione encontra uma caixa com uma cobra dentro, deduzindo ser um aviso das Serpentes do Sul. Betty descobre que sua família odeia os Blossom desde que um antepassado deles enganou os Cooper por causa de uma fortuna há décadas atrás. Archie é nomeado capitão, mas desiste para focar na música. Jughead e Betty deduzem que o pai de Betty é o responsável por roubar as evidências do assassinato. |              | |                    |                                       |                         |                  |                     |
| 6 | 6            | "Chapter Six: Faster, Pussycats! Kill! Kill!" "(Capítulo Seis: Mais Rápido, Gatinhas! Matem! Matem!)" (BR) | Steven A. Adelson  | Tessa Leigh Williams & Nicholas Zwart | 2 de março de 2017      | T13.20306        | 1.09                |
| Com o show anual de variedades de Riverdale High se aproximando, os esforços de Valerie para ajudar Archie a se preparar para sua grande apresentação de estreia no evento levam a algumas consequências devastadoras entre ela e Josie sobre o tempo livre de Valerie com Archie. Enquanto isso, a investigação pessoal de Betty e Jughead sobre o assassinato de Jason os leva até uma casa para jovens problemáticos, onde eles se encontram cara a cara com a irmã de Betty, Polly, que se revela estar grávida de sete meses. Polly fica feliz em ver Betty, mas não reage bem ao saber da morte de Jason. Quando Veronica decide reconstruir seu relacionamento com sua mãe, ela descobre que Hermione está a usando para suas próprias vantagens. Ao mesmo tempo, o primeiro dia de trabalho de Hermione na Andrew's Construction a aproxima do pai de Archie, Fred. Veronica decide se juntar à banda de Josie como a nova cantora de apoio após a saída de Valerie. Josie lida com a pressão da própria família depois que seu pai dominante e difícil a visita para sua apresentação no show de variedades. Betty finalmente confronta seus pais sobre a morte de Jason Blossom, mas eles continuam negando qualquer envolvimento no assassinato. Mais tarde, Betty e Jughead se aproximam quando encontram um carro escondido na floresta contendo drogas e pertences de Jason, mas, quando eles levam a polícia até a cena do crime, uma pessoa misteriosa que está seguindo Betty e Jughead incendeia o carro e destrói todas as evidências incriminadoras. Na mesma noite, quando Betty e Jughead voltam ao hospital mental para ver Polly, eles descobrem que ela fugiu. |              | |                    |                                       |                         |                  |                     |
| 7 | 7            | "Chapter Seven: In a Lonely Place" "(Capítulo Sete: Em um Lugar Solitário)" (BR)                           | Allison Anders     | Aaron Allen                           | 9 de março de 2017      | T13.20307        | 1.03                |
| Archie descobre que Jughead está morando em uma pequena sala na Riverdale High para fugir de seu pai. Cheryl diz para o Xerife Keller que Polly fugiu, então, a cidade organiza uma equipe de busca para encontrá-la. Quando as tensões começam a aumentar entre a família Blossom e a família Cooper, Betty encontra sua irmã escondida no sótão de sua casa e concorda em ajudá-la. Fred concorda em dar um emprego para F.P., inconsciente de seu passado criminal. Cheryl se oferece para ajudar Betty a cuidar de Polly, enquanto Veronica vai para uma festa com seus amigos para desafiar os desejos de Hermione. F.P. revela que ele e Fred fundaram a Andrews Construction juntos, mas Fred o expulsou do negócio depois que o soltou da prisão; Fred contradiz, dizendo que F.P. estava o roubando e abusando de álcool e drogas, por isso, não teve outra escolha. Jughead é levado sob custódia como suspeito do assassinato de Jason, mas Fred consegue fornecer um álibi para Keller. F.P. promete entrar nos trilhos, então, ele e Jughead se reconciliam. A família Blossom acaba se recusando a ajudar Polly, então, ela se muda para a casa da família Lodge. É revelado que F.P. tem um casaco de Jason em seu trailer. |              | |                    |                                       |                         |                  |                     |
| 8 | 8            | "Chapter Eight: The Outsiders" "(Capítulo Oito: Os Estranhos)" (BR)                                        | David Katzenberg   | Julia Cohen                           | 30 de março de 2017     | T13.20308        | 0.99                |
| Polly revela para o Xerife Keller que Jason faria uma entrega de remédios para "uma gangue de motociclistas", que parece ser as Serpentes do Sul, em troca de dinheiro, antes dos dois fugirem. Veronica sugere fazer um chá de bebê para Polly. Os trabalhadores de Fred pedem demissão por causa do pagamento de Clifford Blossom. Archie tenta ajudar Fred, juntando alguns amigos para continuar trabalhando no projeto de construção. Após confrontar F.P. no bar das Serpentes, Archie percebe que o pai de Jughead é uma Serpente. No chá de bebê, Penelope e Alice discutem com quem Polly deve morar. Alice descobre que, anteriormente, Hal tinha tentado fazer com que Polly cometesse um aborto. F.P. recruta algumas de suas Serpentes para substituir a equipe de Fred, e diz para Hermione que Hiram está por trás do ataque na construção de Fred. Polly escolhe morar com os Blossom. |              | |                    |                                       |                         |                  |                     |
| 9 | 9            | "Chapter Nine: La Grande Illusion" "(Capítulo Nove: La Grande Illusion)" (BR)                              | Lee Rose           | James DeWille                         | 6 de abril de 2017      | T13.20309        | 0.91                |
| À medida que a cerimônia de arborização anual da árvore de bordo da família Blossom se aproxima, Cheryl pede para Archie ser seu acompanhante. Quando ele se recusa, Penelope se oferece para colocá-lo em uma escola de música exclusiva como um favor. Veronica se aproxima de Ethel, mas, quando Hermione revela que o pai dela era um dos investidores de Hiram, Veronica fica perturbada ao saber que ele tentou suicídio depois de perder sua casa. Alice se prepara para publicar uma revelação enorme sobre os Blossom, mas Hal se vinga dela por ter sido expulso de casa e a demite do jornal da cidade. Acreditando que todos em sua vida desaprovam ele se envolvendo com Cheryl, incluindo Val, que acredita que Cheryl planeja roubar Archie dela, Archie pede para Cliff ajudar seu pai em troca de ele concordar em ajudar a apresentar Cheryl como um sucessor digno. Os dois se beijam, mas Archie, confuso, vai embora. Ao ir embora, ele ouve os pais de Cheryl discutindo como planejaram colocar Hiram na prisão. Betty recebe uma ligação de Archie, que diz que Polly se mudou para a casa dos Blossom para descobrir a verdade sobre a morte de Jason. Betty e Jughead decidem escrever sobre a revelação dos Blossom no Azul e Ouro, e pedem para Alice se juntar a eles. Finalmente, percebendo que os Blossom estão usando ele, Archie tenta se reconciliar com Val, mas ela termina com ele. Cheryl planeja tirar Archie e Polly de sua vida. |              | |                    |                                       |                         |                  |                     |
| 10 | 10           | "Chapter Ten: The Lost Weekend" "(Capítulo Dez: O Fim de Semana Perdido)" (BR)                             | Dawn Wilkinson     | Britta Lundin & Brian E. Paterson     | 13 de abril de 2017     | T13.20310        | 0.87                |
| Fred vai para Chicago para finalizar seu divórcio, deixando Archie sozinho. Betty descobre que o aniversário de Jughead está chegando, e que ele nunca teve uma festa de verdade. Ela e Veronica convencem Archie a deixá-las organizar uma festa na casa dele. O pai de Veronica ameaça se virar contra a mãe dela se Veronica se recusar a depor em seu nome. As Vixens elegem Veronica ao invés de Cheryl como a capitã das líderes de torcida no Homecoming, então, como vingança, Cheryl invade a festa de Jughead com Chuck e seus amigos. F.P. também aparece, graças ao conselho de Betty. Jughead discute com Betty e tenta ir embora, mas Cheryl o obriga a ficar para um "jogo", no qual os participantes são obrigados a revelar seus segredos. Jughead e Chuck brigam, e F.P. declara a festa terminada. Ele encoraja seu filho a se reconciliar com Betty e confronta Alice, indicando que ela já foi membro das Serpentes. Archie e Veronica confortam um ao outro e se beijam. Mais tarde, Veronica muda de ideia e concorda em depor em nome de seu pai. Fred volta para casa com, para a surpresa de Archie, sua mãe, Mary. |              | |                    |                                       |                         |                  |                     |
| 11 | 11           | "Chapter Eleven: To Riverdale and Back Again" "(Capítulo Onze: Para Riverdale e de Volta Novamente)" (BR)  | Kevin Sullivan     | Roberto Aguirre-Sacasa                | 27 de abril de 2017     | T13.20311        | 0.89                |
| Enquanto Archie e sua mãe se reconectam, Veronica descobre que seu pai pode ser solto da prisão em breve. F.P. Questiona o propósito do artigo de Jughead, pedindo para ele considerar seguir em frente. Para descobrir a verdade sobre Hiram, Veronica decide investigar F.P. como um possível suspeito do assassinato de Jason. Os Blossom, suspeitando cada vez mais de Polly, a proíbem de entrar em seu quarto principal. Fred e Mary concordam em ir ao baile juntos. Polly e Cheryl encontram o anel de noivado de Polly na coleção de jóias de Penelope, que ela alega estar com ele porque Jason o jogou fora por desgosto depois de discutir com seu pai. Em um jantar controverso, Alice tenta questionar F.P., mas ele a interrompe. Depois disso, ele diz para Jughead que eles vão se mudar para Toledo para se juntar ao resto de sua família. Enquanto Archie e Veronica cantam no baile, a polícia executa um mandado de busca no trailer de F.P., onde encontram uma arma, e o prendem por assassinato. Jughead desaparece, e Archie e Veronica deduzem que alguém está incriminando F.P. pela morte de Jason. |              | |                    |                                       |                         |                  |                     |
| 12 | 12           | "Chapter Twelve: Anatomy of a Murder" "(Capítulo Doze: Anatomia de um Assassinato)" (BR)                   | Rob Seidenglanz    | Michael Grassi                        | 4 de maio de 2017       | T13.20312        | 0.98                |
| Jughead liga para sua mãe, mas ela se recusa a deixá-lo ir morar com ela. F.P. confessa tudo, inclusive o assassinato de Jason. Jughead descobre que foi suspenso da escola. Betty e Alice pegam Hal tentando destruir evidências e descobrem o segredo de sua família: os Cooper são, na verdade, Blossom de sangue, e a relação de Jason e Polly era, portanto, tecnicamente incesto. Os Cooper levam Polly de volta para sua casa. Mary, se passando pela advogada de F.P., aconselha Jughead a visitar seu pai, que diz para ele nunca visitá-lo novamente. Com a ajuda de Joaquin, o grupo localiza um dos colegas de F.P., mas, chegando no local, o encontram morto por overdose. Ao ser convocada, a polícia encontra uma bolsa cheia de dinheiro com as iniciais de Hermione nela. Quando Hal e Hermione são descartados da lista de suspeitos, Jughead e Betty investigam uma pista de Kevin, e encontram o casaco de Jason. Dentro de um dos bolsos, eles encontram um pen drive e descobrem que foi Clifford quem matou Jason. Então, eles informam Cheryl. No entanto, Jughead descobre que as outras acusações de seu pai não serão descartadas. Veronica descobre que seu pai foi solto da prisão, e Mary volta para Chicago. Quando a polícia vai prender Clifford, Cheryl os direciona até seu corpo, que está pendurado no celeiro, ao lado de vários barris abertos cheios de drogas. |              | |                    |                                       |                         |                  |                     |
| 13 | 13           | "Chapter Thirteen: The Sweet Hereafter" "(Capítulo Treze: O Doce Futuro)" (BR)                             | Lee Toland Krieger | Roberto Aguirre-Sacasa                | 11 de maio de 2017      | T13.20313        | 0.96                |
| É revelado que Clifford Blossom estava envolvido em negócios de drogas, e que Jason descobriu, o que levou ao seu sequestro e morte subsequente pelas mãos de Clifford. F.P. é inocentado de todas as acusações relacionadas ao assassinato, mas continua em custódia. Alice revela para Betty que, quando estava no ensino médio, descobriu que estava grávida, mas Hal a enviou para as Irmãs da Misericórdia e a fez desistir do bebê, um menino, enviando-o para a adoção. Jughead é colocado nos cuidados de uma família adotiva e é transferido para uma escola no Lado Sul da cidade. Após receber uma mensagem de Cheryl dizendo que irá cometer suicídio, Veronica, junto com Archie, Betty e Jughead, vão para o Rio Sweetwater, onde Archie consegue quebrar o gelo e salvar Cheryl. Mais tarde, Cheryl incendeia sua mansão, o que assusta Penelope. Archie encontra seu pai no Pop's, onde um homem mascarado chega com uma arma e exige que Pop mostre o cofre. Então, ele diz para Fred lhe entregar sua carteira, apontando sua arma para ele. Archie tenta salvar seu pai, mas Fred é baleado. |              | |                    |                                       |                         |                  |                     |

## Produção

### Desenvolvimento
Originalmente em desenvolvimento na Fox, foi anunciado em 2014 que a Warner Bros TV produziria a série através da Berlanti Productions como Roberto Aguirre-Sacasa, Greg Berlanti (criador de Supergirl e Arrow), Sarah Schechter e Jon Goldwater, CEO da Archie Comics como produtores executivos. Em julho de 2015, foi anunciado que Riverdale havia mudado para a The CW e que Aguirre-Sacasa estaria escrevendo o episódio piloto. Em 29 de janeiro de 2016, a emissora oficialmente encomendou o episódio piloto. e em 16 de maio de 2016 o episódio foi aprovado pela emissora. Em novembro de 2016 foi anunciado que o primeiro episódio estrearia em 26 de janeiro de 2017.

### Roteiro
Robert Aguirre-Sacasa afirmou que o programa não foi diretamente inspirado pela reinicialização dos quadrinhos que ocorreu em 2015, pois o programa já havia sido lançado para a Fox naquele momento. Ele também afirmou que estava ciente de que o programa precisava ser mais acessível para um público moderno, ao contrário dos quadrinhos originais. Ele afirmou que o programa seguiria um formato neo-noir serializado. Na San Diego Comic-Con de San Diego, Aguirre-Sacasa explicou que a primeira temporada seguiria o que aconteceu com Jason Blossom, um adolescente que morreu no verão antes do início das aulas e afirmou que a solução do assassinato não seria arrastada. Falando sobre os temas mais sombrios do programa, ele afirma que se inspirou em filmes de longa data como Stand By Me e River's Edge. Ele disse que pensava: "Como seria uma história de maioridade, se David Lynch o fizesse, ou se Stephen King a escrevesse?" Em janeiro de 2017, foi revelado que o programa não tornaria Jughead Jones assexual, que foi revelado em fevereiro de 2016, afirmando que a primeira temporada pretendia ser uma história de origem nos 75 anos de história. O ator Cole Sprouse afirmou em uma entrevista que gostaria que fosse explorado nas próximas temporadas.

### Escolha de elenco
Em 9 de fevereiro de 2016, os primeiros anúncios de elenco foram feitos com Lili Reinhart e Cole Sprouse sendo anunciados como Betty Cooper e Jughead Jones, respectivamente. Em 24 de fevereiro de 2016, Madelaine Petsch foi anunciada como Cheryl Blossom e Luke Perry de Beverly Hills, 90210 interpretaria Fred Andrews, o pai de Archie Andrews. No mesmo dia, foi anunciado que Ashleigh Murray e KJ Apa estariam interpretando Josie McCoy e Archie Andrews, respectivamente. Apa foi uma das últimas a fazer o teste para Archie e conseguiu o papel depois de meses de busca por um ator. Dois dias depois, foi anunciado que a recém-chegada Camila Mendes estrelaria como Veronica Lodge. Em março de 2016, foi anunciado que sua mãe, Hermione Lodge, seria interpretada por Marisol Nichols e a mãe de Betty, Alice Cooper, seria interpretada por Mädchen Amick.
Em março de 2016, foi anunciado que Ross Butler, Daniel Young e Cody Kearsley se juntariam ao programa em papéis recorrentes como Reggie Mantle, Dilton Doiley e Moose Mason, respectivamente. No mesmo mês, foi anunciado que Casey Cott estrelaria como Kevin Keller, o primeiro personagem abertamente gay do universo Archie. Em agosto de 2016, Robin Givens foi escalada como mãe de Josie McCoy e prefeita de Riverdale, enquanto em dezembro de 2016 foi anunciado que Molly Ringwald apareceria em um papel recorrente como Mary Andrews, a mãe de Archie Andrews.

### Filmagens
As filmagens do piloto duraram de 14 a 31 de março de 2016 em Vancouver, Columbia Britânica. A produção nos 12 episódios restantes da primeira temporada começou em 7 de setembro de 2016, em Vancouver e foi finalizada em 12 de dezembro de 2016.

### Música
Riverdale apresenta uma série de apresentações musicais durante a primeira temporada, misturando uma mistura de covers e músicas originais. As músicas executadas no episódio são lançadas como singles digitais após o início do episódio. A WaterTower Music lançou uma compilação digital para músicas da primeira temporada em 12 de maio de 2017. A trilha sonora da temporada, composta por Blake Neely, foi lançada em um CD físico pela La-La Land Records e simultaneamente em download pela WaterTower Music, em 18 de julho de 2017.
| Riverdale: Season 1 (Original Television Soundtrack) |                                    |                                                                |         |  |
| N.º                                                  | Título                             | Intérprete(s)                                                  | Duração |  |
| 1.                                                   | "The Song That Everyone Sings"     | KJ Apa                                                         | 3:46    |  |
| 2.                                                   | "Fear Nothing"                     | Ashleigh Murray Asha Bromfield Hayley Law                      | 2:37    |  |
| 3.                                                   | "All Through the Night"            | Ashleigh Murray Asha Bromfield Hayley Law                      | 2:37    |  |
| 4.                                                   | "Dance Dance Dance"                | KJ Apa                                                         | 1:00    |  |
| 5.                                                   | "Candy Girl (Sugar, Sugar)"        | Ashleigh Murray Asha Bromfield Hayley Law Madelaine Petsch     | 2:19    |  |
| 6.                                                   | "I Feel Love"                      | Ashleigh Murray Asha Bromfield Hayley Law Camila Mendes        | 3:11    |  |
| 7.                                                   | "I'll Try"                         | KJ Apa                                                         | 3:15    |  |
| 8.                                                   | "I Got You"                        | KJ Apa and Hayley Law                                          | 3:32    |  |
| 9.                                                   | "Kids in America"                  | KJ Apa and Camila Mendes                                       | 2:55    |  |
| 10.                                                  | "Our Fair Riverdale"               | Ashleigh Murray Asha Bromfield Hayley Law                      | 1:19    |  |
| 11.                                                  | "Astronaut"                        | Ashleigh Murray Asha Bromfield Hayley Law Camila Mendes        | 3:28    |  |
| 12.                                                  | "These Are the Moments I Remember" | Ashleigh Murray Asha Bromfield Hayley Law Camila Mendes KJ Apa | 2:58    |  |

| Riverdale: Season 1 (Original Television Score) |                              |               |         |  |
| N.º                                             | Título                       | Intérprete(s) | Duração |  |
| 1.                                              | "Riverdale"                  | Blake Neely   | 2:58    |  |
| 2.                                              | "If You Love Me"             | Blake Neely   | 2:06    |  |
| 3.                                              | "Viral Gossip in Town"       | Blake Neely   | 3:08    |  |
| 4.                                              | "Everyone a Suspect"         | Blake Neely   | 2:33    |  |
| 5.                                              | "Receiving the Jersey"       | Blake Neely   | 1:56    |  |
| 6.                                              | "Doubts and Accusations"     | Blake Neely   | 2:24    |  |
| 7.                                              | "All is OK With Milkshakes"  | Blake Neely   | 2:48    |  |
| 8.                                              | "Long Reach"                 | Blake Neely   | 3:47    |  |
| 9.                                              | "Ended Up Drowning"          | Blake Neely   | 4:11    |  |
| 10.                                             | "Irreconcilable"             | Blake Neely   | 3:25    |  |
| 11.                                             | "So Many Questions"          | Blake Neely   | 2:42    |  |
| 12.                                             | "A Gift / Forced to Leave"   | Blake Neely   | 3:23    |  |
| 13.                                             | "Not Making the Play"        | Blake Neely   | 3:25    |  |
| 14.                                             | "Overwhelming Evidence"      | Blake Neely   | 3:53    |  |
| 15.                                             | "Realizations"               | Blake Neely   | 2:02    |  |
| 16.                                             | "Do You Feel Guilty?"        | Blake Neely   | 2:38    |  |
| 17.                                             | "Into the Woods"             | Blake Neely   | 3:21    |  |
| 18.                                             | "Name of the Game"           | Blake Neely   | 3:38    |  |
| 19.                                             | "Angry and Vulnerable Girls" | Blake Neely   | 2:52    |  |
| 20.                                             | "Results of the Father"      | Blake Neely   | 4:39    |  |
| 21.                                             | "Your Father Was Arrested"   | Blake Neely   | 2:44    |  |
| 22.                                             | "The Recording"              | Blake Neely   | 4:12    |  |
| 23.                                             | "Oh, Mommy!"                 | Blake Neely   | 3:51    |  |
| 24.                                             | "What Floats Beneath"        | Blake Neely   | 3:29    |  |
| 25.                                             | "Never Safe"                 | Blake Neely   | 1:59    |  |

## Lançamento
Riverdale estreou nos Estados Unidos na The CW em 26 de janeiro de 2017 simultaneamente com a Warner Channel no Brasil. e terminou em 11 de maio de 2017. No final de 2016, foi revelado que a Netflix adquiriu os direitos de transmissão de Riverdale menos de 24 horas após a estreia dos episódios.

## Recepção

### Crítica
No site agregador de críticas Rotten Tomatoes, a primeira temporada possui uma taxa de aprovação de 80% com base em 62 avaliações e uma classificação média de 7.22 / 10. O consenso dos críticos do site diz: "Riverdale oferece uma reimaginação divertida e autoconsciente de seu material de origem clássico que se mostra assustador, estranho, ousado e, acima de tudo, viciante". No Metacritic, a série tem uma pontuação média ponderada de 68 em 100, com base em 36 críticos, indicando "críticas geralmente favoráveis".
Falando positivo do show, Ellen Gray, do The Philadelphia Inquirer, comparou o show a Twin Peaks e Dawson's Creek, e elogiou a adaptação dos personagens. Jeff Jenson, da Entertainment Weekly, elogiou o programa da mesma forma, afirmando que Berlanti e Aguirre-Sacasa "construíram uma base robusta e atraente", além de prestar homenagem à cultura pop e "[cuspir] neles também". Ao escrever para The Washington Post, Hank Stuever comentou a saída do programa de seu material de origem, afirmando que é assistível, mas "o valor do entretenimento tem um preço alto, descartando a inocência subjacente de Archie para representar a comunidade corrompida ele liga para casa ". Apesar da diferença em relação ao material original, ele elogiou o programa e observou que "pode ser fantástico depois que você solta e deixa Archie crescer à sua maneira". Liz Shannon Miller, do Indiewire, criticou vários estereótipos que o programa retratou (como Kevin sendo o 'melhor amigo gay'), no entanto elogiou o programa por estar "100% comprometido em criar seu próprio mundinho" e elogiou as "fortes escolhas visuais".
Mais crítico da série, Ira Madison, da MTV, criticou a narração, referindo-se a ela como "sobrescrita e terrível" e achou que os relacionamentos "não tiveram impacto duradouro". Além disso, ele não gostava da falta de uma "metáfora desproporcional que traz um ponto em cada episódio". Daniel D'Addario de  Time também criticou a adaptação do material original, as dublagens de Cole Sprouse e as muitas referências culturais que o programa faz. Allison Keene, da Collider, disse que a série "não é tão peculiar quanto seus floreios estilísticos iniciais gostariam de sugerir", referindo-se à série como excêntrica e sobrescrita. Ela criticou a inclusão das linhas da trama de assassinato, afirmando que o programa "perdeu [uma] oportunidade de contar uma história forte e colegial".

### Audiência
| №  | Título                                        | Exibição original       | Rating/share (18–49) | Audiência (em milhões) | DVR (18–49) | Audiência em DVR (milhões) | Total (18–49) | Audiência total (em milhões) |
| -- | --------------------------------------------- | ----------------------- | -------------------- | ---------------------- | ----------- | -------------------------- | ------------- | ---------------------------- |
| 1  | "Chapter One: The River's Edge"               | 26 de janeiro de 2017   | 0.5/2                | 1.38                   | 0.4         | 1.01                       | 0.9           | 2.38                         |
| 2  | "Chapter Two: A Touch of Evil"                | 2 de fevereiro de 2017  | 0.4/2                | 1.15                   | 0.4         | 0.76                       | 0.8           | 1.91                         |
| 3  | "Chapter Three: Body Double"                  | 9 de fevereiro de 2017  | 0.5/2                | 1.20                   | N/A         | 0.71                       | N/A           | 1.90                         |
| 4  | "Chapter Four: The Last Picture Show"         | 16 de fevereiro de 2017 | 0.4/1                | 1.14                   | 0.4         | 0.73                       | 0.8           | 1.87                         |
| 5  | "Chapter Five: Heart of Darkness"             | 23 de fevereiro de 2017 | 0.3/1                | 0.98                   | 0.4         | 0.71                       | 0.7           | 1.69                         |
| 6  | "Chapter Six: Faster, Pussycats! Kill! Kill!" | 2 de março de 2017      | 0.4/1                | 1.09                   | N/A         | N/A                        | N/A           | N/A                          |
| 7  | "Chapter Seven: In a Lonely Place"            | 9 de março de 2017      | 0.4/1                | 1.03                   | 0.3         | 0.76                       | 0.7           | 1.80                         |
| 8  | "Chapter Eight: The Outsiders"                | 30 de março de 2017     | 0.4/2                | 0.99                   | N/A         | 0.55                       | N/A           | 1.54                         |
| 9  | "Chapter Nine: La Grande Illusion"            | 6 de abril de 2017      | 0.3/1                | 0.91                   | N/A         | 0.63                       | N/A           | 1.54                         |
| 10 | "Chapter Ten: The Lost Weekend"               | 13 de abril de 2017     | 0.3/1                | 0.87                   | 0.3         | 0.58                       | 0.6           | 1.48                         |
| 11 | "Chapter Eleven: To Riverdale and Back Again" | 27 de abril de 2017     | 0.3/1                | 0.89                   | N/A         | N/A                        | N/A           | N/A                          |
| 12 | "Chapter Twelve: Anatomy of a Murder"         | 4 de maio de 2017       | 0.3/1                | 0.98                   | 0.3         | 0.58                       | 0.6           | 1.56                         |
| 13 | "Chapter Thirteen: The Sweet Hereafter"       | 11 de maio de 2017      | 0.4/2                | 0.96                   | N/A         | 0.56                       | N/A           | 1.52                         |

### Prêmios e indicações
| Ano  | Prêmio             | Categoria                                                          | Nomeado(s)                             | Resultado | Ref.   |
| ---- | ------------------ | ------------------------------------------------------------------ | -------------------------------------- | --------- | ------ |
| 2017 | Leo Awards         | Melhor Design de Produção de uma Série Dramática                   | Tyler Harron (para "The River's Edge") | Indicado  | [ 65 ] |
| 2017 | Saturn Awards      | Melhor Série de Televisão de Ação e Suspense                       | Riverdale                              | Venceu    | [ 66 ] |
| 2017 | Saturn Awards      | Melhor performance de um ator mais jovem em uma série de televisão | KJ Apa                                 | Indicado  | [ 66 ] |
| 2017 | Saturn Awards      | Desempenho inovador                                                | KJ Apa                                 | Venceu    | [ 67 ] |
| 2017 | Teen Choice Awards | Programa de TV Choice Breakout                                     | Riverdale                              | Venceu    | [ 68 ] |
| 2017 | Teen Choice Awards | Estrela da TV Breakout bem escolhida                               | KJ Apa                                 | Indicado  | [ 68 ] |
| 2017 | Teen Choice Awards | Estrela da TV Breakout bem escolhida                               | Lili Reinhart                          | Venceu    | [ 68 ] |
| 2017 | Teen Choice Awards | Ator de TV de Drama                                                | Cole Sprouse                           | Venceu    | [ 68 ] |
| 2017 | Teen Choice Awards | Melhor Série Dramática                                             | Riverdale                              | Venceu    | [ 68 ] |
| 2017 | Teen Choice Awards | Choice Hissy Fit                                                   | Madelaine Petsch                       | Venceu    | [ 68 ] |
| 2017 | Teen Choice Awards | Ladrão de cena                                                     | Camila Mendes                          | Venceu    | [ 68 ] |
| 2017 | Teen Choice Awards | Casal de TV escolhido                                              | Lili Reinhart e Cole Sprouse           | Venceu    | [ 68 ] |